# Тропофіти
Тропофі́ти (від грец. tropos — напрям, поворот і грец. phyton — рослина) — рослини, що пристосувалися в процесі еволюції до життя в умовах з чергуванням вологої й посушливої пір року. Одні тропофіти на посушливий період року скидають листки (наприклад, листяні дерева), інші втрачають вологу (наприклад, багато надґрунтових лишайників).
Таким чином, неоднакові шляхи регуляції водного обміну дають змогу рослинам заселяти різні за екологічними умовами ділянки суші. Різноманітність пристосувань лежить в основі поширення рослин по поверхні планети, де дефіцит вологи є однією з головних проблем екологічних адаптацій.